# Carlo Giustini
Carlo Giustini   né à Viterbe le 4 mai 1923 est un acteur italien .

## Biographie
Carlo Giustini a fait ses débuts de vingt ans dans le film Sorelle Materassi, où il a joué le petit-ami de la princesse russe jouée par  Paola Borboni. Après la Seconde Guerre mondiale il a joué dans de nombreux films des rôles secondaires servi par son physique et ses capacités sportives. La perfection de son anglais lui valut elle aussi de participer à plusieurs productions internationales. Après 1962 et plusieurs films internationaux, il s'est retiré de l'activité cinématographique en 1966 après avoir tourné deux films de science fiction réalisés par Antonio Margheriti.

## Filmographie partielle
- 1944 :
  - L'Homme à femmes (titre original :  Sorelle Materassi) de Ferdinando Maria Poggioli.
  - La Femme de la montagne (La donna della montagna) de Renato Castellani[2].
- 1949 : 
  - Children of Chance de Luigi Zampa.
  - Le Tocsin (titre original : Campane a martello) de Luigi Zampa.
- 1951 :
  - Terre de violence (titre original : Amore e sangue)  de Marino Girolami.
  - Serenata tragica de Giuseppe Guarino.
- 1952 : La Prisonnière de la tour de feu (Prigioniera della torre di fuoco) de Giorgio Walter Chili
- 1953 :
  - Spartacus de Riccardo Freda.
  - Néron et Messaline (Nerone e Messalina) de Primo Zeglio.
- 1954 :La Fontaine des amours (titre original :Three Coins in the Fountain) de  Jean Negulesco.
- 1957 : L'Étranger amoureux (The Passionate Stranger) de Muriel Box
- 1958 :La Maja nue (titre original : The Naked Maja) de  Henry Koster.
- 1959 :L'Île des réprouvés  (titre original :The Siege of Pinchgut) de Harry Watt.
- 1960 :
  - L'Esclave du pharaon ou Joseph vendu par ses frères pour son édition vidéo (titre original : Giuseppe venduto dai fratelli) de  Irving Rapper et Luciano Ricci.
  - Les Dents du diable (titre original : The Savage Innocents) de Nicholas Ray .
  - Les Mystères d'Angkor  (titre allemand : Herrin der Welt - Teil I - Teil II), (titre italien :Il mistero dei tre continenti) de William Dieterle.
  - Messaline (titre original : Messalina, Venere imperatrice) de  Vittorio Cottafavi.
- 1961 : 
  - Vendredi 13 heures (An einem Freitag um halb zwölf) d'Alvin Rakoff
  - Le Cid (titre original : El Cid) de  Anthony Mann.
  - Barabbas (titre original : Barabba) de  Richard Fleischer.
  - Les Vierges de Rome (titre original : Le vergini di Roma) de Carlo Ludovico Bragaglia et Vittorio Cottafavi.
- 1962 :
  - Ponce Pilate (titre original : Ponzio Pilato) de  Gian Paolo Callegari et Irving Rapper.
  - Le Tyran de Syracuse (titre original : Il Tiranno di Siracusa) de Curtis Bernhardt.
  - Les Don Juan de la Côte d'Azur (titre original : I Dongiovanni della Costa Azzurra) de  Vittorio Sala.
- 1965 :Les Criminels de la galaxie (I criminali della galassia) d' Antonio Margheriti.
- 1966 :La Guerre des planètes (I diafanoidi vengono da Marte) d' Antonio Margheriti.